# 横浜市立屏風浦小学校
横浜市立屏風浦小学校（よこはましりつ びょうぶがうらしょうがっこう）は、神奈川県横浜市磯子区森にある公立小学校。

## 歴史
1954年7月、隣校である杉田小学校が火災のため仮校舎としてできたものが現在の「屏風浦小学校」の前身である。
杉田小学校の校舎が完成した時点で1000人以上の児童がいたため「杉田小学校仮校舎」に児童をわけ、「屏風浦小学校」が1955年5月11日に開校した。
2012年度から3学期制になった。

## 由来
屏風浦というのは地名からとったもので屏風浦はその名の通り崖が屏風のような浦だったことから「屏風浦」と名づけられた。ちなみに「屏風ヶ浦」と書かれてしまうのは間違いで
屏風浦小学校や
屏風浦クラブ「屏風浦駅」と同様、ヶは入らない。屏風浦周辺でヶが使われているのは、「屏風ヶ浦交差点」「屏風ヶ浦自治会」「屏風ヶ浦保育園」だけである。

## 周辺
- 京浜急行電鉄本線 屏風浦駅 - 徒歩8分
- 京急本線 杉田駅 - 徒歩15分
- JR京浜東北線 新杉田駅 - 徒歩13分
- JR京浜東北線磯子駅 - 徒歩18分
- 老人ホーム中原苑 - 徒歩11分
- 横浜中原郵便局 - 徒歩9分
- 中原公園 - 徒歩13分
- 森六丁目公園 - 徒歩11分
- 屏風ヶ浦保育園 - 徒歩9分
- 森幼児園 - 徒歩27分
- 横浜市立森中学校 - 徒歩18分
- 神奈川県立磯子工業高等学校 - 徒歩18分